# Apologie van Quadratus

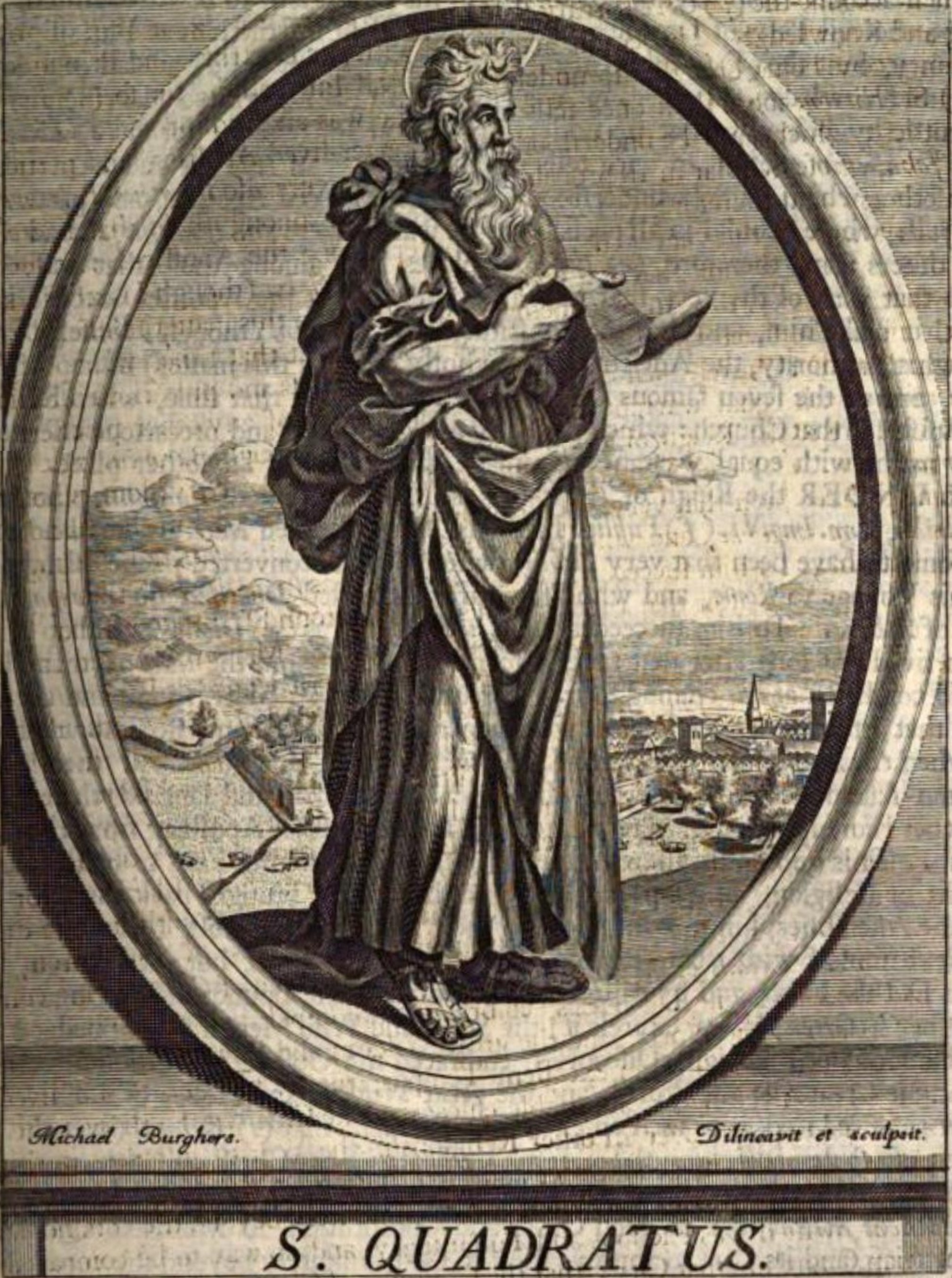
Bulgaarse icoon Quadratus van Athene; ca 135.

De apologie van Quadratus is alleen bekend van een fragment dat Eusebius  van Caesarea vermeldt in zijn Kerkgeschiedenis (IV,3). Quadratus wordt bij de apostolische vaders  gerekend, omdat hij in een ander boek van Eusebius, de Kroniek, een leerling van de apostelen genoemd wordt.
Als de nieuwe keizer Hadrianus  een bezoek aan Klein Azië brengt, 123/4 of 129, biedt Quadratus hem een geschrift aan ter verdediging van de christelijke godsdienst.
In het fragment dat Eusebius heeft opgenomen, wordt verteld dat er nog mensen in leven waren die door Jezus genezen waren of uit de dood waren opgewekt. Dit komt overeen met fragment XI van Papias. Het valt niet meer te zeggen, of dit op een misverstand berust of dat het om één of om twee tradities gaat.